# Chiesa di Santa Maria Annunciata (Neggio)

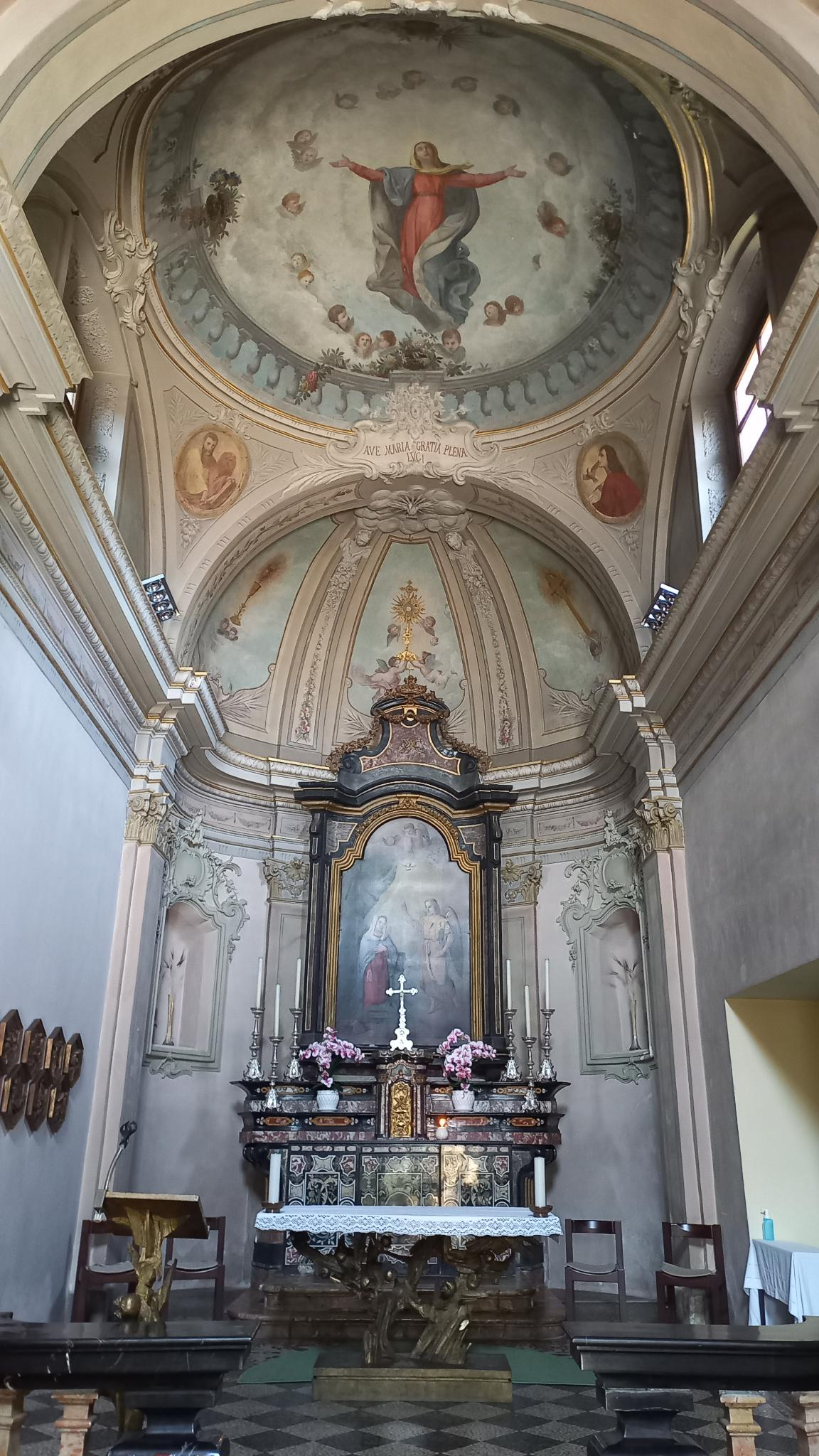
Altare

La chiesa parrocchiale di Santa Maria Annunciata è un edificio religioso che si trova a Neggio, in Canton Ticino, parrocchiale dal 1635.

## Storia
La prima costruzione risale al XIV secolo sotto forma di oratorio, ma la struttura attuale venne edificata nel 1620 inglobando la preesistente chiesetta. Venne trasformata in stile barocco nel 1758. La facciata venne rifatta nel 1776.

## Descrizione
La chiesa ha una pianta ad unica navata, sovrastata da una volta a botte. Gli affreschi che si trovano nella parte sud-est della navata risalgono al primo oratorio, essendo stati dipinti nel XV secolo. Il presbiterio è sormontato da una cupola.

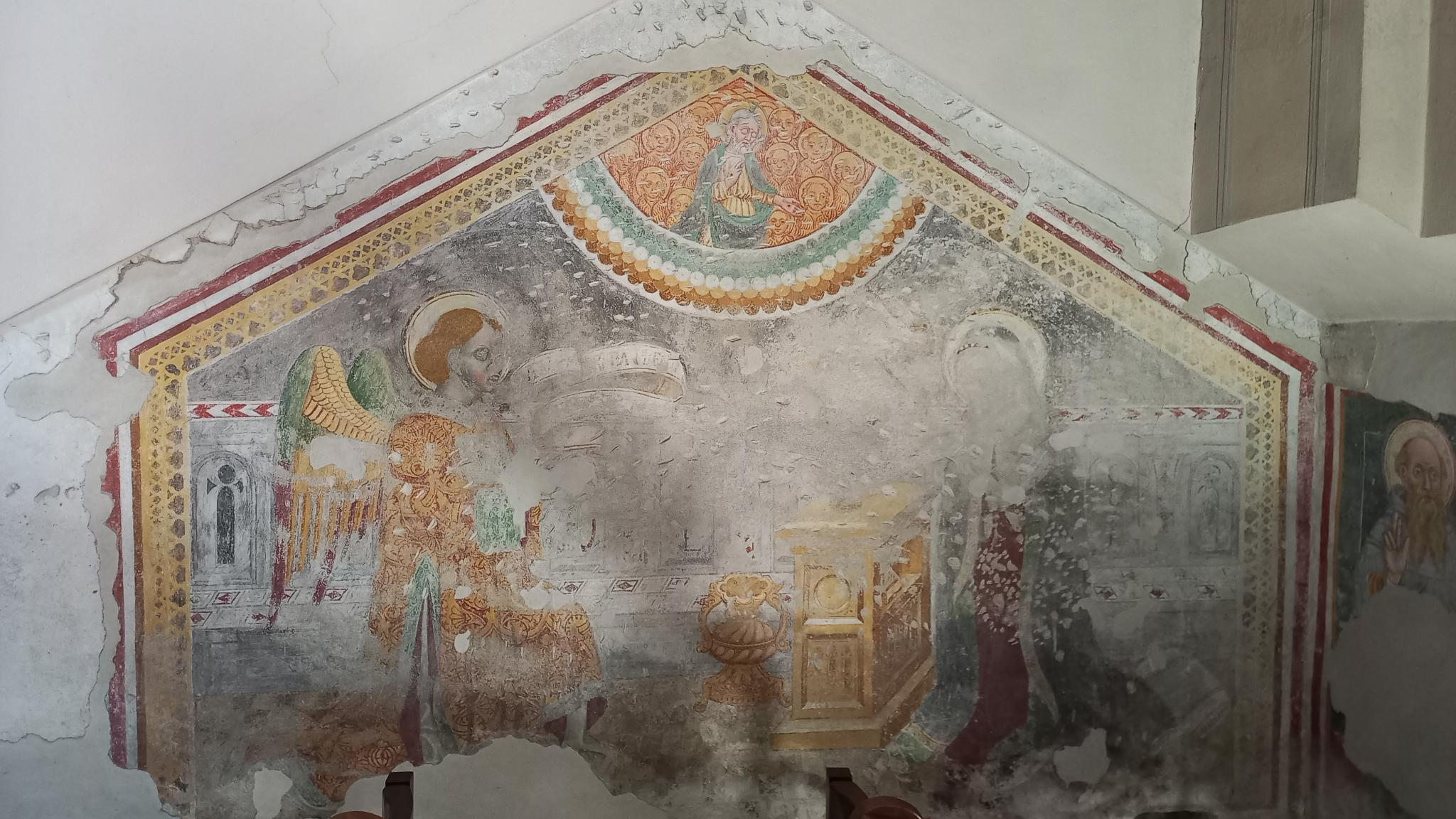
Affrescare
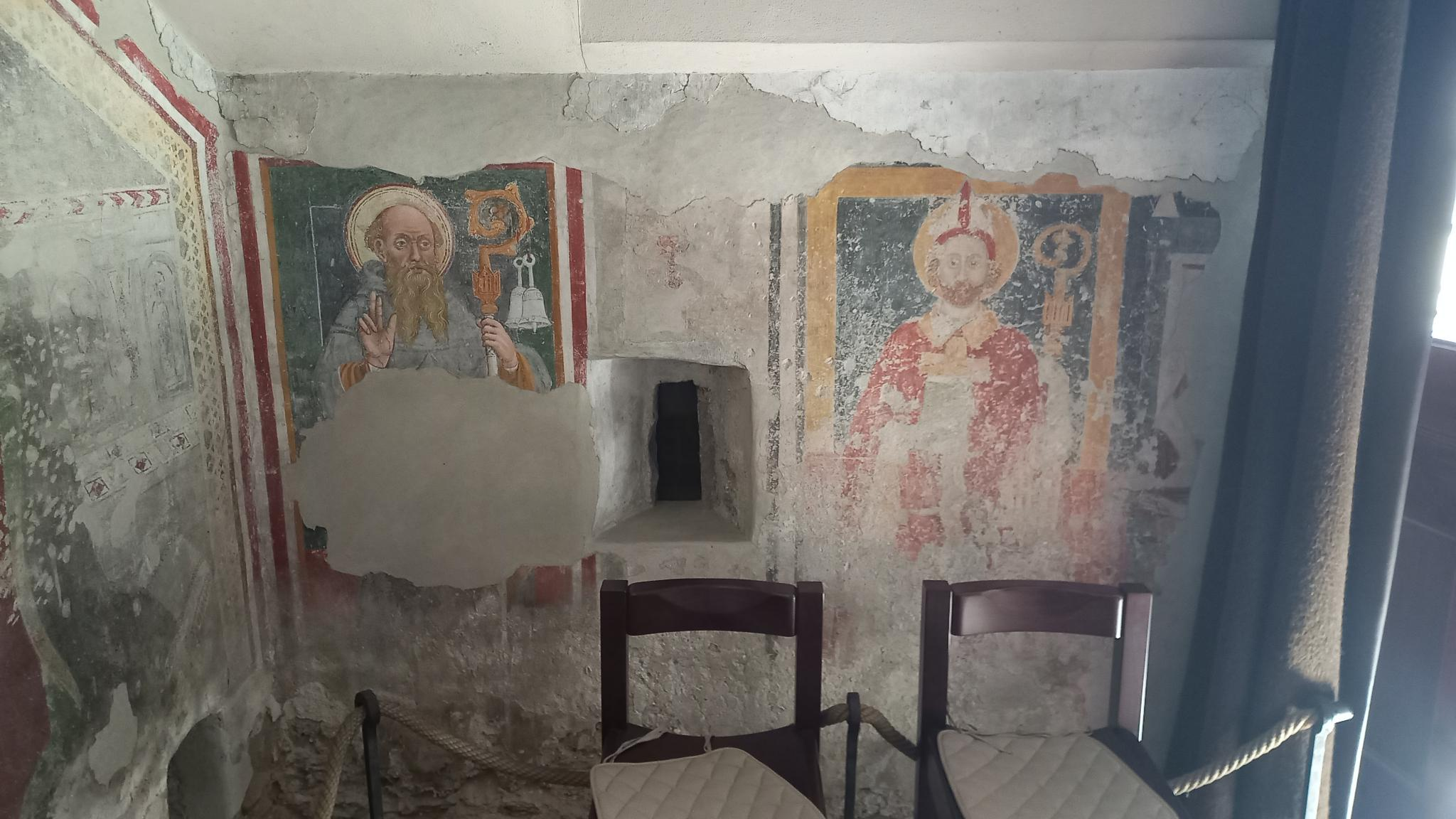
Affreschi